# Грищенко, Илья Алексеевич
Илья Алексеевич Грищенко (род. 18 декабря 2000, Балаково, Саратовская область) — российский футболист, нападающий клуба «Гомель». Выступает на правах аренды в клубе «Слуцк-2024».

## Карьера

### «Орша»
Воспитанник футбольной академии саратовского «Сокола». В июле 2018 года присоединился к петербургскому «Зениту», где на протяжении сезона выступать за молодёжную команду. В июле 2019 года вернулся в саратовский клуб. В феврале 2020 года присоединился к основной команде «Сокола». В марте 2020 года был отозван из основной команды, чтобы продолжить карьеру в Беларуси. В скором времени присоединился к белорусскому клубу «Динамо-Брест-1960», вместе с которым стал одним из лучших игроков чемпионата. В июле 2020 года присоединился к «Орше». Дебютировал за клуб 28 августа 2020 года в матче Кубка Беларуси против минского «Энергетика-БГУ». Первый матч в чемпионате сыграл 6 сентября 2020 года в матче против «Сморгони». По итогу сезона вместе с клубом завершил чемпионат на итоговом одиннадцатом месте. 

### «Энергетик-БГУ»
В апреле 2021 года вернулся в брестский клуб, который стал называться «Малорита». По итогу сезона стал вторым бомбардиром клуба. В марте 2022 года на правах свободного агента присоединился к минскому «Энергетику-БГУ». Дебютировал за клуб 19 марта 2022 года в матче против «Витебска», выйдя на замену на 87 минуте, также отличившись своей дебютной голевой передачей. Дебютным забитым голом за клуб отличился 17 апреля 2022 года в матче против брестского «Динамо». Своим первым забитым дублем за клуб отличился 22 июня 2022 года в матче Кубка Беларуси против «Барановичей». По итогу сезона вместе с клубом стал серебряным призёром чемпионата. На протяжении сезона выступал за клуб в роли одного из основных игроков, отличившись 7 забитыми голами и 8 голевыми передачами во всех турнирах.
В декабре 2022 года вместе с клубом приступил к подготовке к новому сезону. Первый матч в новом сезоне сыграл 19 марта 2023 года против «Слуцка», выйдя на поле в стартовом составе, также отличившись своим первым забитым голом. В своём следующем матче 2 апреля 2023 года против борисовского клуба отличился очередным забитым голом, в следствии чего попал в символическую сборную по итогам тура. В матче 23 апреля 2023 года против солигорского «Шахтёра» получил перелом ключицы со смещением. В мае 2023 года вместе с клубом был лишён серебряных медалей за участие в финансовых махинациях с солигорским «Шахтёром» и бобруйской «Белшиной». В июле 2023 года покинул минский клуб, расторгнув контракт по соглашению сторон. За первую половину сезона успел отличиться за клуб 2 забитыми голами и голевой передачей.

### «Севастополь»
В сентябре 2023 года , восстановившись от травмы, на правах свободного агента присоединился к крымскому «Севастополю», вместе с которым отправился выступать во Второй лиге. Дебютировал за клуб 3 сентября 2023 года в матче против ставропольского «Динамо», выйдя на замену на 73 минуте. Дебютным забитым голом за клуб отличился 7 октября 2023 года в матче против ялтинского «Рубина». По итогу сезона вместе с клубом завершил чемпионат на итоговом первом месте в своей подгруппе. На протяжении сезона выступал за севастопольский клуб в роли одного из основных игроков, отличившись забитым голом и 2 голевыми передачами. По окончании сезона в декабре 2023 года покинул клуб.

### «Гомель»

#### Сезон 2024
В декабре 2023 года появилась информация о том, что футболист может продолжить карьеру в белорусском «Гомеле». В январе 2024 года официально на правах свободного агента присоединился к белорусскому «Гомелю», подписав двухлетний контракт. Дебютировал за клуб 17 марта 2024 года в матче против «Слуцка», выйдя на замену на 59 минуте, также отличившись своим дебютным забитым голом. В сентябре 2024 года также дебютировал и за «Гомель-2», вместе с которым провёл пару матчей в рамках Второй лиги. По итогу сезона вместе с клубом завершил чемпионат на итоговом шестом месте в турнирной таблице. На протяжении сезона выступал за клуб в роли одного из основных игроков, преимущественно выходя на замену, отличившись 2 забитыми голами.

#### Аренда в «Слуцк-2024»
В марте 2025 года появилась информация, что футболист продолжит карьеру в «Слуцке-2024». Вскоре официально присоединился к слуцкому клубу на правах арендного соглашения до конца сезона. Дебютировал за клуб 16 марта 2025 года в матче против клуба «МЛ Витебск», выйдя на поле в стартовом составе. Дебютным забитым голом за клуб отличился 11 апреля 2025 года в матче против гродненского «Немана».